# Scrupocellaria scrupea
Scrupocellaria scrupea är en mossdjursart som beskrevs av Busk 1852. Scrupocellaria scrupea ingår i släktet Scrupocellaria och familjen Candidae. Arten är reproducerande i Sverige. Inga underarter finns listade i Catalogue of Life.